# 布蘭迪懷恩鎮區 (印地安納州漢考克縣)
布蘭迪懷恩鎮區（英語：Brandywine Township）是位於美國印地安納州漢考克縣的一個行政鎮區。

## 地方資料
根據2010年美國人口普查的數據，布蘭迪懷恩鎮區的面積為62.80平方千米，當中陸地面積為62.80平方千米，而水域面積為0.00平方千米。當地共有人口2,392人，而人口密度為每平方千米38.09人。